# ناحیه پریریویل، میشیگان
ناحیه پریریویل (به انگلیسی: Prairieville Township) یک منطقهٔ مسکونی در ایالات متحده آمریکا است که در شهرستان بری، میشیگان واقع شده‌است.
 ناحیه پریریویل ۹۴٫۵ کیلومتر مربع مساحت و ۳٬۴۰۴ نفر جمعیت دارد و ۲۷۸ متر بالاتر از سطح دریا واقع شده‌است.